# Sertularella natalensis
Sertularella natalensis is een hydroïdpoliep uit de familie Sertulariidae. De poliep komt uit het geslacht Sertularella. Sertularella natalensis werd in 1968 voor het eerst wetenschappelijk beschreven door Milalrd. 